# St. Clemens (Süchteln)

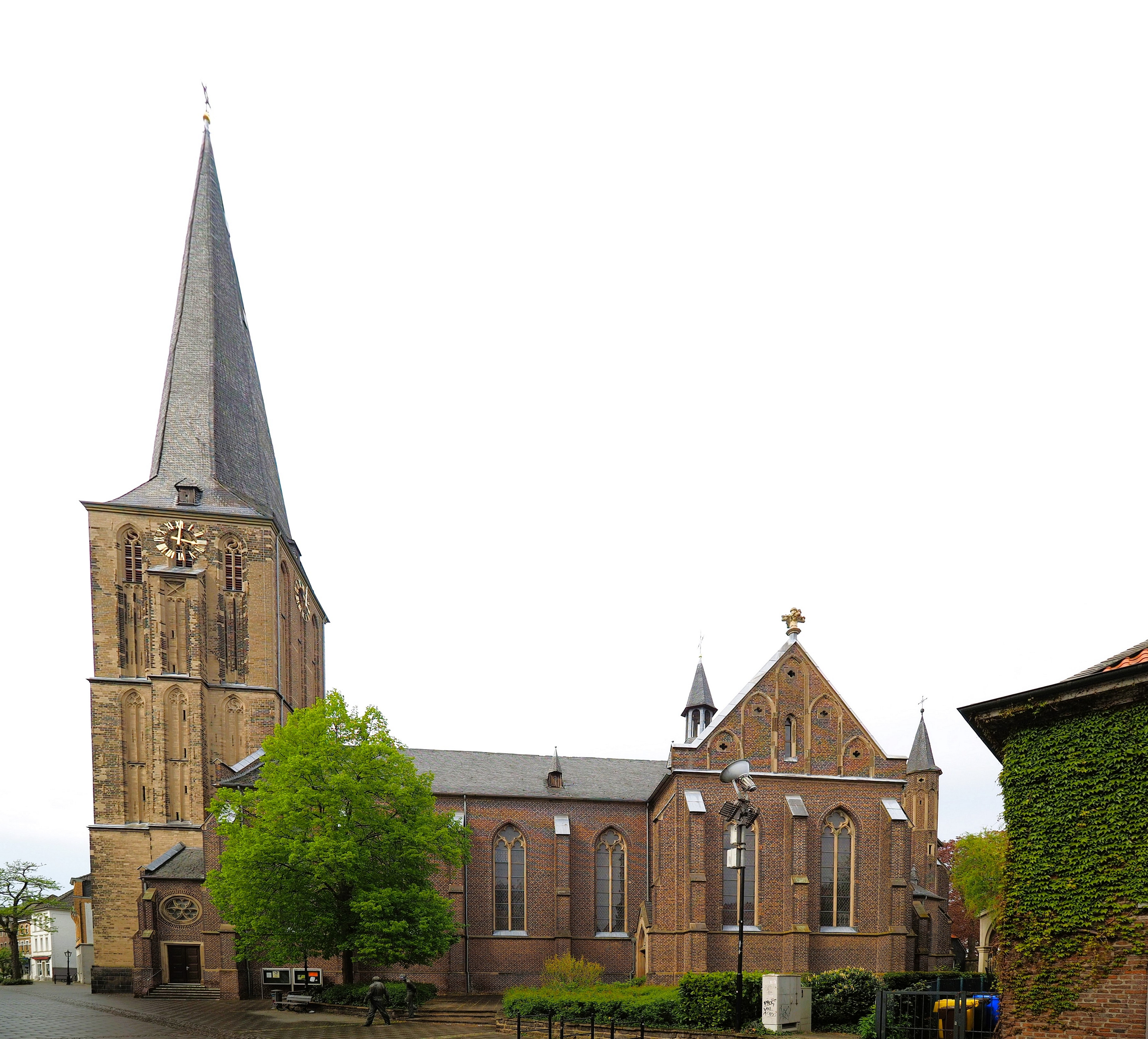
St. Clemens in Süchteln

St. Clemens ist eine römisch-katholische Pfarrkirche in Süchteln, einem Stadtteil von Viersen im Kreis Viersen in Nordrhein-Westfalen. Die Kirche ist unter der Nummer 30 in die Liste der Baudenkmäler in Viersen eingetragen, steht unter dem Patronat des hl. Clemens von Rom und wurde zwischen 1855 und 1858 nach Plänen von Vincenz Statz errichtet. Zur Pfarre zählen auch die Irmgardiskapelle auf dem Heiligenberg, die Filialkirchen St. Franziskus in Vorst und St. Maria Helferin der Christen in Dornbusch sowie Hagen, Rade, Sittard, Truppenend, Brimacker, Dahlhöfe, Dohr, Hagenbroich und Windberg.

## Geschichte
Süchteln ist eine alte Pfarrei und vermutlich aus einem Hofgut hervorgegangen. 1071 schenkte Irmgard von Zutphen ihren Besitz und die Kirche von Süchteln dem Pantaleonstift in Köln. 1246 wurde die Pfarre dem Pantaleonstift inkorporiert. Über die zu dieser Zeit bestehende Kirche ist nichts Näheres überliefert.
Am 4. April 1481 wurde der Grundstein für einen neuen Kirchenbau gelegt, von dem heute noch der Glockenturm erhalten geblieben ist. Da die damals errichtete Kirche Mitte des 19. Jahrhunderts für die angewachsene Bevölkerungszahl nicht mehr ausreichte, beschloss man eine Erweiterung. Zunächst war geplant, an das bestehende Kirchenschiff ein neues Querschiff und einen neuen Chor zu setzen. Die Pläne zu diesem Vorhaben legte 1853 der Kölner Architekt Vincenz Statz vor. Am 22. März 1855 fand die Grundsteinlegung statt. Im Verlauf der Bauarbeiten stürzten unerwartet 1856 Teile des gotischen Kirchenschiffes ein. Daraufhin wurde das komplette Kirchenschiff abgetragen, sodass lediglich der Turm erhalten blieb. Am 21. April 1858 war die heutige Pfarrkirche vollendet. Die Kirchweihe fand am 16. Mai 1867 statt.

## Baubeschreibung

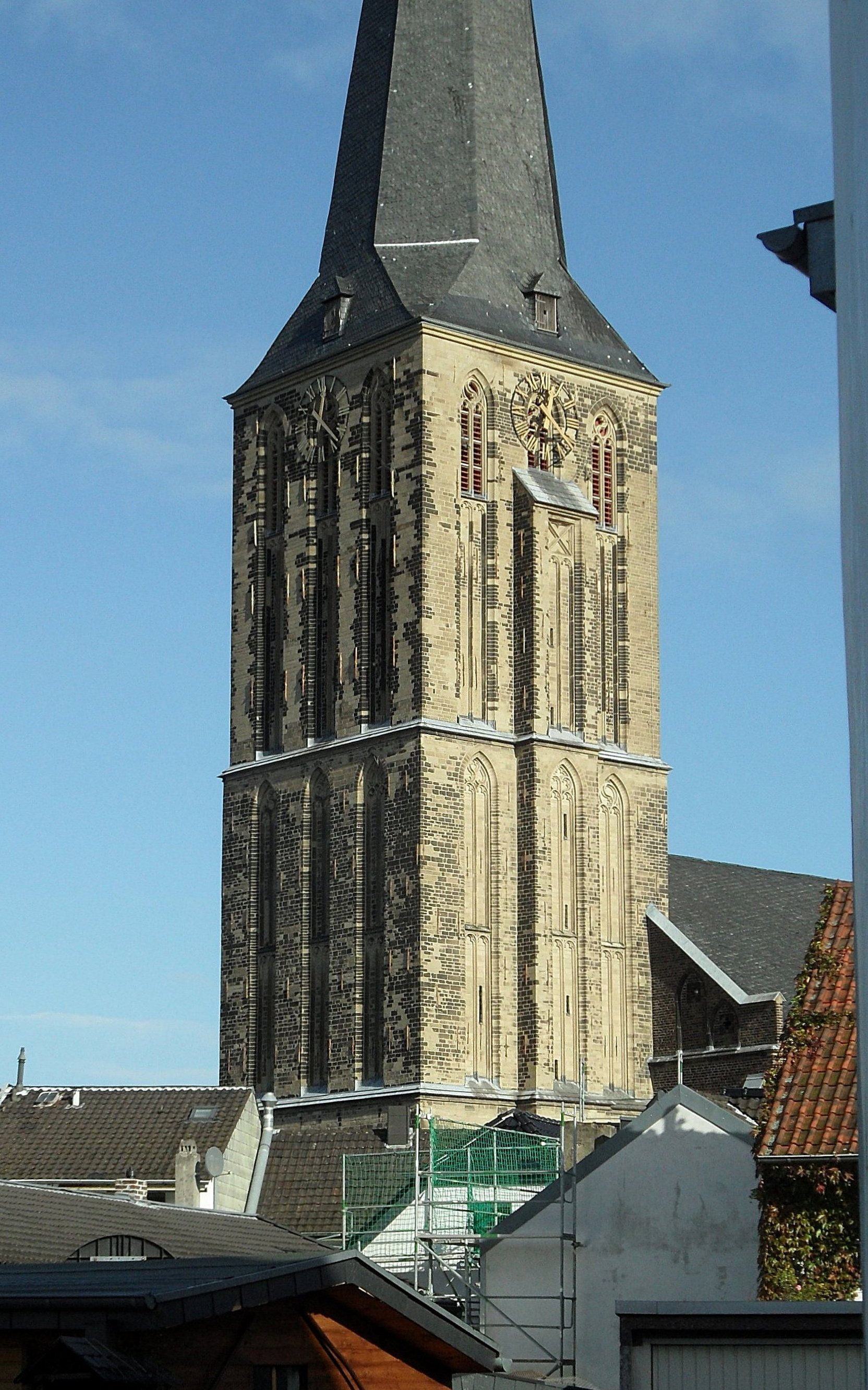
Gotischer Glockenturm

St. Clemens ist eine dreischiffige und vierjochige Hallenkirche aus Backsteinen mit einem zweischiffigen Querschiff und einem fünfseitig geschlossenem Chor im Osten im Stil der Neugotik. Im Westen ist dem Kirchenschiff ein dreigeschossiger, gotischer Turm aus Tuffstein vorgebaut. Über der Vierung erhebt sich ein Dachreiter. 

## Ausstattung
Im Innenraum befindet sich ein reichgeschnitzter Hochaltar, ein Antwerpener Retabel aus dem 16. Jahrhundert. Die Altarflügel sind Ergänzungen aus den Jahren 1867/1868 des Roermonder Künstlers Peter Heinrich Windhausen. Weiterhin waren an der Innenausstattung namhafte Künstler und Architekten des 19. Jahrhunderts beteiligt. So wurden der Orgelprospekt und die Orgelempore im Westen 1898 nach Entwürfen von Josef Kleesattel erbaut. Heinrich Wiethase lieferte die Entwürfe zum Marienaltar im nördlichen Seitenchor, zur Kanzel, zu den Beichtstühlen, zum Chorgestühl und zur Kommunionbank. Die Ausführung lag in Händen der Gebrüder Kramer, Kempen. 

## Pfarrer
Folgende Priester wirkten bislang als Pastor an St. Clemens
- 1919–1940: Christian Fischer
- 1940–1948: Hermann Kreyenberg
- 1948–1965: Eduard Schmidt
- 1965–1982: Heinrich Dapper
- 1982–1992: P. Theodardus Megens OCarm
- 1992–1995: Hubert Müllers
- 1995–2003: Hans-Gerd Schütt
- 2003–2008: Peter Dückers
- Seit 2008: Michael Schlößer